# MLS Cup 2012

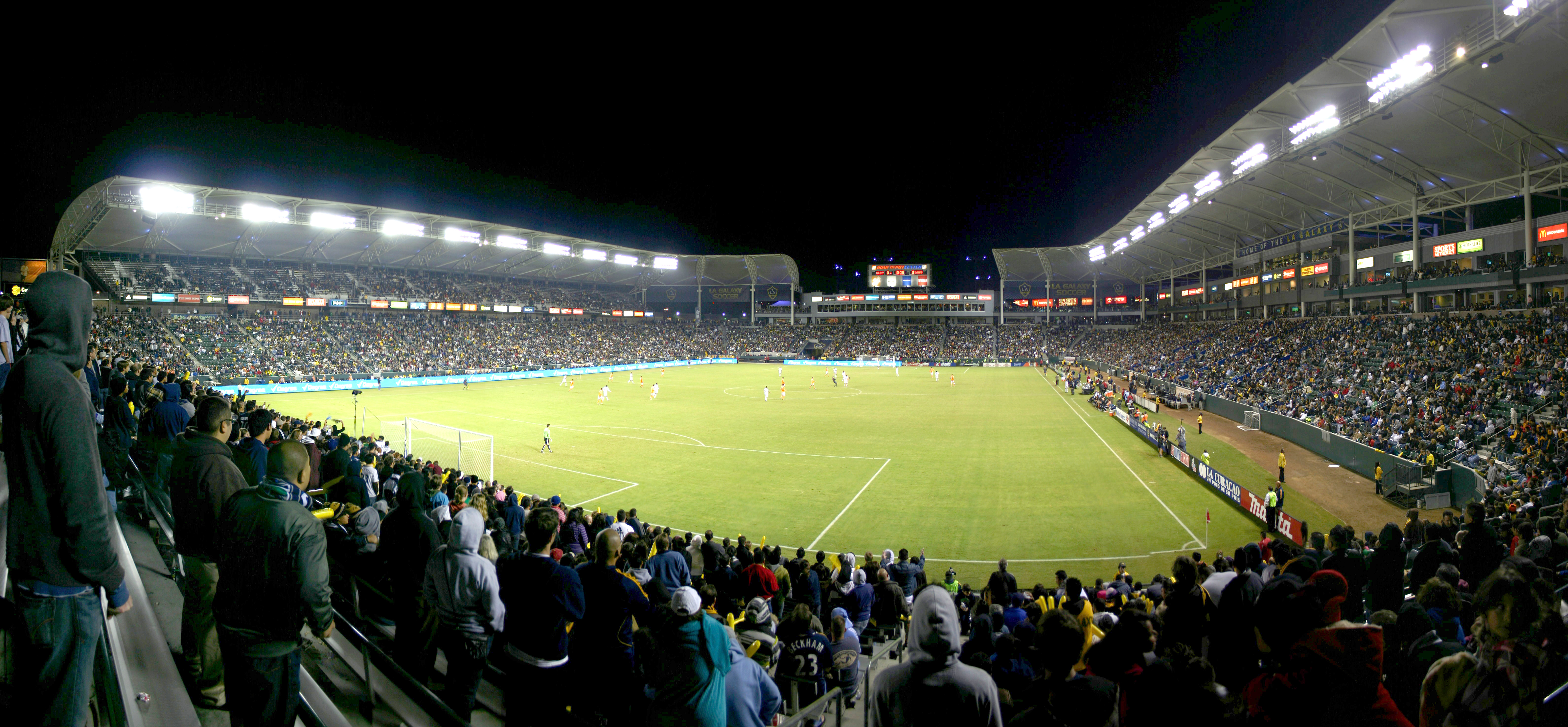
The Home Depot Center, sede de la final.

La MLS Cup 2012 fue la decimoséptima final de la MLS Cup de la Major League Soccer de los Estados Unidos. Se jugó el 1 de diciembre en el The Home Depot Center en  Carson, California. Se disputó en un solo partido en el estadio del equipo con mayor número de puntos en la temporada regular, en este caso se jugó en el The Home Depot center.
Los Angeles Galaxy se coronaron campeones de la MLS Cup ganándole por 3 a 1 a Houston Dynamo y logrando su cuarta copa e igualando en el historial al D.C. United.
Los dos finalistas, Los Angeles Galaxy y Houston Dynamo, clasificaron directamente en la fase de grupos de la Concacaf Liga Campeones 2013-14.

## Llave
| Los Angeles Galaxy 3 | Houston Dynamo 1 |

## El Partido
| 12 | POR | Josh Saunders         |     |
| 5  | DEF | Sean Franklin         |     |
| 4  | DEF | Omar Gonzalez         |     |
| 21 | DEF | Tommy Meyer           |     |
| 2  | DEF | Todd Dunivant         |     |
| 19 | MED | Juninho               | 76' |
| 23 | MED | David Beckham         | 89' |
| 9  | MED | Christian Wilhelmsson | 74' |
| 18 | MED | Mike Magee            |     |
| 7  | DEL | Robbie Keane          |     |
| 10 | DEL | Landon Donovan        |     |
| DT | DT  | Bruce Arena           |     |

| 1  | POR | Tally Hall          |         |
| 8  | DEF | Kofi Sarkodie       | 77'     |
| 32 | DEF | Bobby Boswell       |         |
| 4  | DEF | Jermaine Taylor     |         |
| 26 | DEF | Corey Ashe          |         |
| 13 | MED | Ricardo Clark       |         |
| 16 | MED | Adam Moffat         | 71'     |
| 27 | MED | Oscar Boniek García |         |
| 11 | MED | Brad Davis          | Capitán |
| 3  | DEL | Calen Carr          | 59'     |
| 12 | DEL | Will Bruin          |         |
| DT | DT  | Dominic Kinnear     |         |

| 14 | DEL | Edson Buddle     | 74' |
| 26 | MED | Michael Stephens | 76' |
| 8  | MED | Marcelo Sarvas   | 89' |

| 9  | DEL | Macoumba Kandji | 59' |
| 23 | MED | Giles Barnes    | 71' |
| 25 | DEL | Brian Ching     | 77' |

| Anotado | 60'   | Omar Gonzalez         |  |
| Anotado | 65'   | Landon Donovan (pen.) |  |
| Anotado | 90+4' | Robbie Keane (pen.)   |  |

| Anotado | 44' | Calen Carr |

| Amonestado | 90+2' | Landon Donovan |

| Amonestado | 64'   | Bobby Boswell |
| Amonestado | 90+3' | Tally Hall    |

| Árbitro             | Silviu Petrescu |
| Árbitros asistentes | Daniel Belleau  |
| Árbitros asistentes | Darren Clark    |
| Cuarto árbitro      | Hilario Grajeda |

| 12 | POR | Josh Saunders         |     |
| 5  | DEF | Sean Franklin         |     |
| 4  | DEF | Omar Gonzalez         |     |
| 21 | DEF | Tommy Meyer           |     |
| 2  | DEF | Todd Dunivant         |     |
| 19 | MED | Juninho               | 76' |
| 23 | MED | David Beckham         | 89' |
| 9  | MED | Christian Wilhelmsson | 74' |
| 18 | MED | Mike Magee            |     |
| 7  | DEL | Robbie Keane          |     |
| 10 | DEL | Landon Donovan        |     |
| DT | DT  | Bruce Arena           |     |

| 1  | POR | Tally Hall          |         |
| 8  | DEF | Kofi Sarkodie       | 77'     |
| 32 | DEF | Bobby Boswell       |         |
| 4  | DEF | Jermaine Taylor     |         |
| 26 | DEF | Corey Ashe          |         |
| 13 | MED | Ricardo Clark       |         |
| 16 | MED | Adam Moffat         | 71'     |
| 27 | MED | Oscar Boniek García |         |
| 11 | MED | Brad Davis          | Capitán |
| 3  | DEL | Calen Carr          | 59'     |
| 12 | DEL | Will Bruin          |         |
| DT | DT  | Dominic Kinnear     |         |

| 14 | DEL | Edson Buddle     | 74' |
| 26 | MED | Michael Stephens | 76' |
| 8  | MED | Marcelo Sarvas   | 89' |

| 9  | DEL | Macoumba Kandji | 59' |
| 23 | MED | Giles Barnes    | 71' |
| 25 | DEL | Brian Ching     | 77' |

| Anotado | 60'   | Omar Gonzalez         |  |
| Anotado | 65'   | Landon Donovan (pen.) |  |
| Anotado | 90+4' | Robbie Keane (pen.)   |  |

| Anotado | 44' | Calen Carr |

| Amonestado | 90+2' | Landon Donovan |

| Amonestado | 64'   | Bobby Boswell |
| Amonestado | 90+3' | Tally Hall    |

| Árbitro             | Silviu Petrescu |
| Árbitros asistentes | Daniel Belleau  |
| Árbitros asistentes | Darren Clark    |
| Cuarto árbitro      | Hilario Grajeda |

|                                       |
|                                       |
| Campeón Los Angeles Galaxy 4.° título |